# Athous birmanicus
Athous birmanicus is een keversoort uit de familie kniptorren (Elateridae). De wetenschappelijke naam van de soort is voor het eerst geldig gepubliceerd in 1942 door Fleutiaux.